# Gerrit Krol (schrijver)
Gerrit Krol (Groningen, 1 augustus 1934 – aldaar, 24 november 2013) was een Nederlandse schrijver, essayist en dichter. Hij heeft een omvangrijk oeuvre op zijn naam staan.

## Levensloop

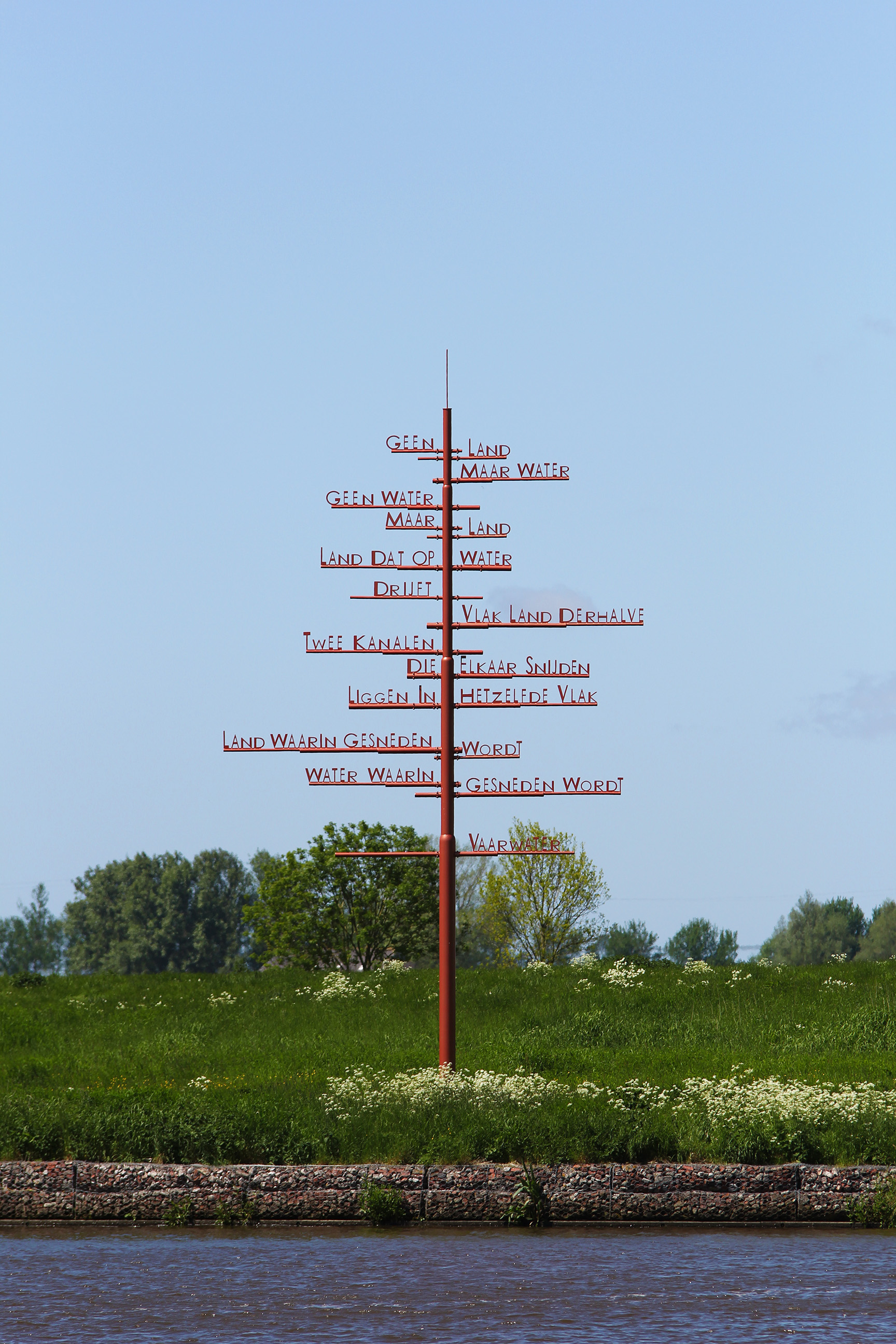
Sculptuur in Zuidhorn met tekst van Krol

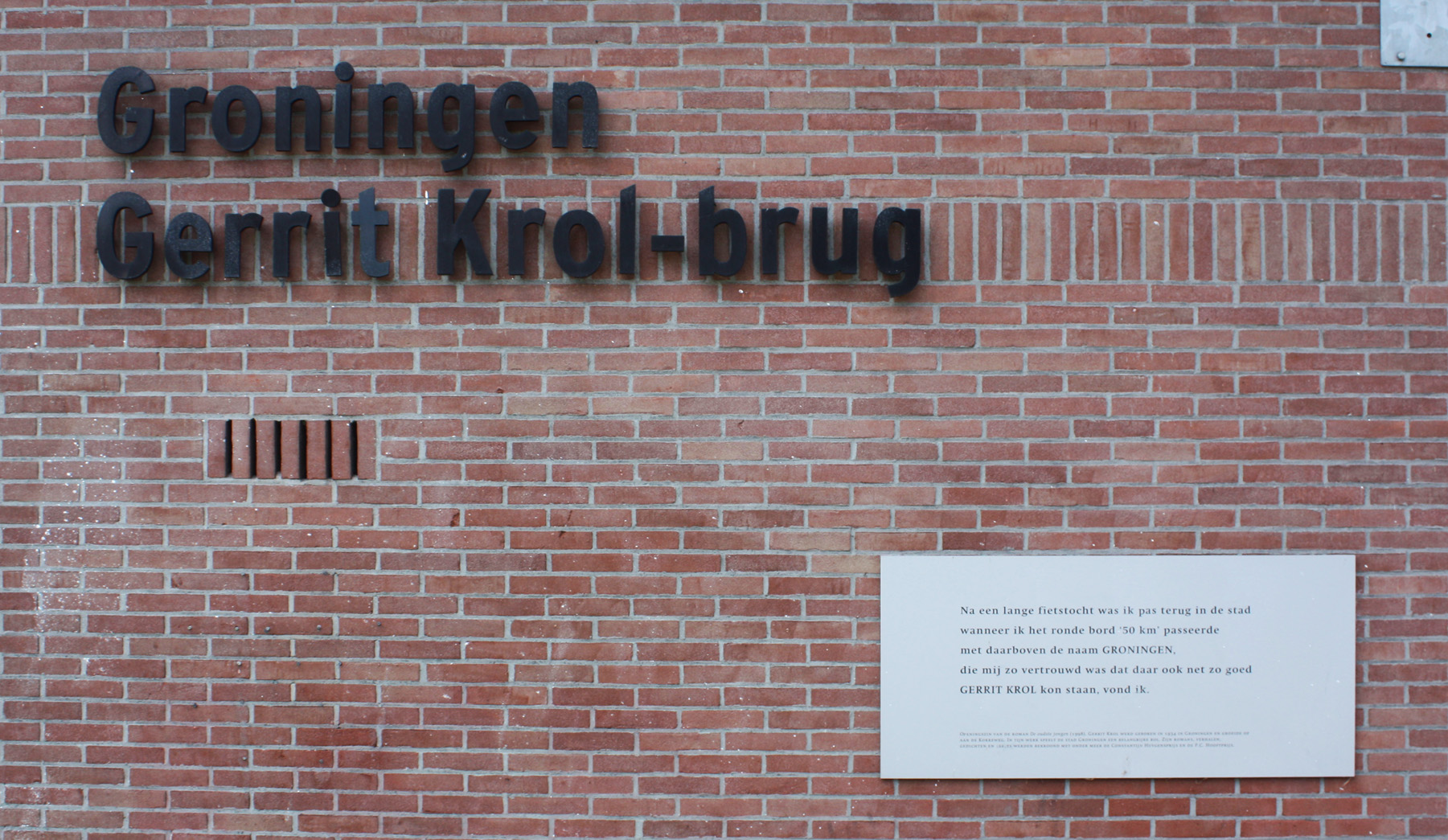
De Gerrit Krolbrug bij Groningen-Ulgersmaborg

Krol werd geboren als zoon van de leraar Nederlands Idzerd Krol en Tjitske Groenhof. Hij studeerde wiskunde en begon tijdens zijn studie te werken bij Shell als computerprogrammeur. Later werkte Krol voor de Nederlandse Aardolie Maatschappij als systeemontwerper. Krol debuteerde in 1961 met gedichten in literaire tijdschriften. In 1962 verscheen zijn romandebuut De rokken van Joy Scheepmaker. In de jaren daarna ontwikkelde hij een eigen schrijfstijl die vooral tot uiting kwam in Het gemillimeterde hoofd. In dit boek, dat ook in het Italiaans en het Engels werd vertaald, verloochent Krol zijn bèta-achtergrond niet: abstracties die in tekeningen en formules aan de lezer worden gepresenteerd zijn er niet ongewoon. Deze elementen komen wat minder uitbundig voor in Krols latere werk.
Krol werd in 1986 onderscheiden met de Constantijn Huygensprijs en ontving in 2001 de P.C. Hooft-prijs voor zijn gehele oeuvre. Zijn zeventigste verjaardag werd op 18 september 2004 uitgebreid gevierd in het Gasuniegebouw te Groningen, met gastsprekers Douwe Draaisma en Hugo Brandt Corstius.
Krol viel in 1990 op door een beschouwing over de doodstraf: Voor wie kwaad wil. Een bespiegeling over de doodstraf. In het voorjaar van 2001 was Krol de eerste gastschrijver aan de TU Delft. De titel van zijn openingscollege luidde "Kunst en wiskunde"; het behandelde de verhouding tussen alfa's en bèta's, toegespitst op de relatie tussen kunst en mathematica. Daarna gaf Krol voor een groep aankomende ingenieurs een masterclass met diverse werkcolleges.
Op 20 oktober 2005 werd aan Gerrit Krol een eredoctoraat verleend door de Vrije Universiteit te Amsterdam bij haar 125e verjaardag "wegens zijn bijzondere verdiensten voor de Nederlandse cultuur door een vorm van schrijverschap die uitmuntende literaire kwaliteit paart aan theoretische reflectie en inzichten uit de wetenschappen, in het bijzonder de exacte wetenschappen en de wijsbegeerte".
Krol leed aan de ziekte van Parkinson. In 2007 verscheen Duivelskermis, een fictioneel verslag over de wederwaardigheden van zijn ziekteproces. In eigen beheer uitgebracht verscheen in 2011 nog Moet kunnen, een fragmentarisch werk waarin een keuze van teksten uit het laatste manuscript van de auteur rond het thema Overspel. Er is nog een poging gedaan Moet kunnen met hulp van een editor uit te werken tot een volwaardige roman, maar het resultaat kon nog vlak voor zijn overlijden in Krols eigen ogen geen genade vinden. Het was gewoon niet af. Op 24 november 2013 overleed Krol op 79-jarige leeftijd in zijn geboorte- en woonplaats Groningen.

## Prijzen
- 1968 – Prozaprijs van de gemeente Amsterdam voor Het gemillimeterde hoofd
- 1978 – Multatuliprijs voor De weg naar Sacramento
- 1986 – Constantijn Huygensprijs voor zijn gehele oeuvre
- 1989 – ECI-prijs voor Onze nationale schaamte
- 1996 – Busken Huetprijs voor De mechanica van het liegen
- 2001 – P.C. Hooft-prijs voor zijn gehele oeuvre
- 2005 – eredoctoraat van de Vrije Universiteit te Amsterdam

## Ander eerbetoon
De Gerrit Krolprijs is in 2019 in het leven geroepen door het Talencentrum en de Faculteit der Letteren van de Rijksuniversiteit Groningen. Hij wordt uitgeloofd voor het beste Nederlandstalige essay over het thema 'scenario’s voor de toekomst'.